# Diversidade beta (ecologia)
Em ecologia, a Diversidade beta (Diversidade-β) diz respeito à variação na composição de espécies entre os locais de uma área geográfica de interesse. Embora o uso de fórmulas matemáticas para comparar a composição de espécies de diferentes locais tenha uma história muito mais longa (remetendo a Jaccard, 1912), o termo "Diversidade beta" foi mencionado pela primeira vez por Robert Harding Whittaker em seus artigos de 1960 e 1972, juntamente com os termos diversidade alfa (diversidade-α) e diversidade gama (diversidade-γ).
De forma geral, existem dois processos capazes de resultar em diferenças na composição de espécies entre os locais: A substituição de uma ou mais espécies por outras; e as diferenças na riqueza de espécies (positivas ou negativas).
Apesar de o conceito de diversidade beta já ser considerado um consenso na comunidade científica, as formas de medi-la estão em constante evolução (Ver Legendre e Cáceres, 2013 para uma revisão).